# Mimolaia acaiuba
Mimolaia acaiuba är en skalbaggsart som beskrevs av Maria Helena M. Galileo och Martins 1998. Mimolaia acaiuba ingår i släktet Mimolaia och familjen långhorningar. Inga underarter finns listade i Catalogue of Life.